# Greka homerycka
Greka homerycka – wariant języka starogreckiego, znany z tekstów Homera oraz późniejszej liryki epickiej z okresu klasycznego, nawiązującej stylem do Iliady i Odysei. Język Homera stanowi najprawdopodobniej zlepek kilku archaicznych dialektów greckich, głównie jońskiego i eolskiego. Greka homerycka jako język poezji epickiej stopniowo wychodziła z użycia w okresie hellenistycznym po wykształceniu się wariantu greki koine, jednak spotyka się ją jeszcze w tekstach późniejszych do III wieku n.e.

## Przykład tekstu
| Inwokacja do Iliady: | Tłumaczenie Kazimiery Jeżewskiej: |
| Μῆνιν ἄειδε, θεὰ, Πηληϊάδεω Ἀχιλῆος οὐλομένην, ἣ μυρί’ Ἀχαιοῖς ἄλγε’ ἔθηκε, πολλὰς δ’ ἰφθίμους ψυχὰς Ἄϊδι προῒαψεν ἡρώων, αὐτοὺς δὲ ἑλώρια τεῦχε κύνεσσιν οἰωνοῖσί τε πᾶσι· Διὸς δ’ ἐτελείετο βουλή· ἐξ οὗ δὴ τὰ πρῶτα διαστήτην ἐρίσαντε Ἀτρεΐδης τε ἄναξ ἀνδρῶν καὶ δῖος Ἀχιλλεύς. | Gniew, Bogini, opiewaj Achilla, syna Peleusa, zgubę niosący i klęski nieprzeliczone Achajom, co do Hadesu tak wiele dusz bohaterów potężnych strącił, a ciała ich wydał na pastwę sępom drapieżnym oraz psom głodnym. Tak Dzeusa dokonywała się wola. Zwłaszcza od dnia, gdy w niezgodzie przeciwko sobie stanęli władca narodów Atryda i bogom równy Achilles. |